# Idrissa Keita
Idrissa Keita és un futbolista ivorià, que juga com a migcampista. Va néixer a Abidjan el 10 d'abril de 1977.
Després de militar a l'ASEC Mimosas del seu país, el 1997 arriba al Llevant UE, i a la temporada següent debuta a primera divisió amb el Reial Oviedo. Romandria quatre temporades a l'equip asturià, amb una cessió pel mig al Santa Clara portugués.
Quan l'Oviedo descendeix per causes administratives, l'ivorià segueix a Segona Divisió jugant a l'Algeciras CF i al Racing de Ferrol. La temporada 08/09 ha militat al modest Marino de Luanco.
Ha estat internacional amb el seu país en quatre ocasions.